# Ernesto Nascimento Silva
Ernesto Nascimento Silva (Rio de Janeiro, 10 de setembro de 1857 – 28 de junho de 1925) foi um médico brasileiro.
Doutorado pela Faculdade de Medicina do Rio de Janeiro em 1880, defendendo a tese “As Condições Patogênicas das Palpitações do Coração e dos Meios de Combatê-las”. Foi eleito membro da Academia Nacional de Medicina em 1901, com o número acadêmico 214, ocupando a Cadeira 86, que tem Carlos Chagas como patrono.